# 中国人民解放军陆军合成第十一旅
合成第十一旅（英語：11th Combined Arms Brigade），又称“红军铁甲旅”，是中国人民解放军陆军第八十三集团军下辖的一个重型合成旅，驻地河南省确山县。

## 概述
该旅由装甲第十一师大部改编而来，2011年装甲第十一师拆分出装甲第四十四团和高炮团组建机械化步兵第一六〇旅，余部整编为装甲旅。2017年改为重型合成旅。

## 沿革
参考资料：
| 部隊番號     | 使用時期                 |
| ------------ | ------------------------ |
| 坦克第十一师 | 1968年9月10日-1998年10月 |
| 装甲第十一师 | 1998年10月-2011年10月    |
| 装甲第十一旅 | 2011年10月-2017年2月     |
| 合成第十一旅 | 2017年2月-               |

## 荣誉
- 王老沟英雄连：前八路军120师某连，现为本旅坦克五连